# Zelena internacionala
Međunarodni seljački ured su 1921. utemeljile seljačke stranke iz Bugarske, Čehoslovačke, Hrvatske i Poljske. 
Vremenom je broj članova narastao na 17 političkih stranaka iz istočne Europe do 1928.
Katkada ju se naziva prva Zelena internacionala.
Ovaj ured je bio glavnim takmacem Seljačkoj internacionali koju je sponzorirala Kominterna.
1947. je Ured uzeo ime Međunarodna seljačka unija (eng. International Peasants' Union).